# Prymnesiales
Prymnesiales ist eine Ordnung von Protisten der Haptophyten-Klasse Prymnesiophyceae, bestehend aus einzelligen Algen, die beweglich (motil) oder unbeweglich sein können und manchmal Kolonien bilden.
Sie haben normalerweise zwei Geißeln (Flagellen) sowie ein flexibles oder spiralförmig gewundenes Anhängsel, das Haptonema genannt wird.
In den meisten Fällen ist die Zelloberfläche von organischen Platten bedeckt, die aber auch fehlen können.
Bei einigen Arten wurde ein Generationenwechsel beobachtet.
Einige Gattungen wie Chrysochromulina und Prymnesium verursachen Algenblüten und erzeugen dabei Toxine, die für Fische tödlich sind.

## Systematik
Die Systematik lautet nach Edvardsen (2011) wie folgt:
Ordnung Prymnesiales Papenfuss
- Familie Chrysochromulinaceae Edvardsen, Eikrem & Medlin (alias Chrysotilaceae[13]) – nicht bei Nordic Microalgae gelistet

- Gattung Chrysochromulina Lackey, 1939

- Familie Prymnesiaceae Conrad ex O.C.Schmidt, 1926

- Gattung Apistonema Pascher, 1925 – nicht bei NCBI
- Gattung Chrysocampanula Fournier, 1971 – nur bei AlgaeBase, NCBI und Silva gelistet
- Gattung Chrysoculter T.Nakayama, M.Yoshida, M.-H.Noël, M.Kawachi & I.Inouye, 2005 – nicht bei NCBI
- Gattung Corymbellus J.C.Green, 1976 – nicht bei NCBI
- Gattung Haptolina Edvardsen & Eikrem, 2011
- Gattung Imantonia Reynolds – nur bei Nordic Microalgae, NCBI und Silva gelistet (evtl. zur Ordnung Isochrysidales der Prymnesiophyceae)
- Gattung Petasaria Ø.Moestrup, 1979 – nicht bei Nordic Microalgae gelistet
- Gattung Platychrysis Geitler, 1930
- Gattung Prymnesium Massart, 1920 (inkl. P. neolepis alias Hyalochrysis neolepis, Hyalolithus neolepis)
- Gattung Pseudohaptolina Edvardsen & Eikrem, 2011 – nicht bei Nordic Microalgae gelistet

- ohne Familienzuweisung

- Gattung Helicosphaera Kamptner, 1954 - nur bei Silva gelistet (NCBI: Zygodiscales > Helicosphaeraceae)
- Gattung Scyphosphaera Lohmann, 1902 - nur bei Silva gelistet (NCBI: Prymnesiophyceae > Coccosphaerales > Pontosphaeraceae)

Anmerkungen:
- Silva listet in dieser Ordnung keine Familien (die Rangstufe entfällt dort).[12]
- Nordic Microalgae ordnet auch die Gattung Chrysochromulina der Familie Prymnesiaceae zu.[10]